# エノー州
エノー州（エノーしゅう、仏: Province de Hainaut, フランス語: [ɛno]; オランダ語: Henegouwen [ˈɦeːnəɣʌuə(n)] ( 音声ファイル); ワロン語: Hinnot; ピカルディ語:Hénau）は、ベルギーのワロン地域の州。州都はモンス（オランダ語でベルゲン）。

## 歴史
エノー州の起源は1795年まで遡る。フランス革命戦争によって、オーストリア領ネーデルラントがフランスに併合されると、旧エノー伯領とトゥルネシ、旧ナミュール伯領の一部は、フランスのジュマップ県として再編された。ジュマップ県は1792年にフランス革命軍がオーストリア軍を破った「ジュマップの戦い」にちなんで名づけられた。
フランス第一帝政崩壊後の1814年にジュマップ県は解体され、ネーデルラント連合王国にエノー州として帰属する。1830年にベルギーが連合王国から独立したとき、エノー州はベルギー領に変わった。1963年にベルギーの言語境界線が確定するとエノー州はウェスト＝フランデレン州からムクロン行政区を併合し（一部は同州とフランス領を隔てた飛び地になった）、現在の州域が確立した。

## 地理
面積は3,831km2、人口は134万4,241人（2019年1月1日現在） で、ワロン地域で最も人口の多い州である。標高は10m（セル）から385m（レスカイエール）までと、起伏に富んでいる。

ベルギーの州の位置と紋章

南側はフランスのノール県と接し、北接する各州は北から時計回りにフランドル地方のウェスト＝フランデレン州とオースト＝フランデレン州、フラームス＝ブラバント州とワロン地域のブラバン・ワロン州そしてナミュール州が並ぶ。
州都モンスに対して人口最多は都市化が進むシャルルロワであり、金融と文化の中心である。人口順ではベルギー第5位。

### 行政区
州内は7つの行政区で構成され、基礎自治体の総数は69。
- アトゥ行政区（Arrondissement administratif d'Ath）
- シャルルロワ行政区（Arrondissement administratif de Charleroi）
- ラ・ルヴィエール行政区（Arrondissement administratif de La Louvière）
- モンス行政区（Arrondissement administratif de Mons）
- ソワニー行政区（Arrondissement administratif de Soignies）
- テュアン行政区（Arrondissement administratif de Thuin）
- トゥルネー＝ムクロン行政区（Arrondissement administratif de Tournai-Mouscron）[注釈 2]

北西のコミーヌ＝ヴァルヌトン基礎自治体（フランス語: commune de Comines‑Warneton、オランダ語: gemeente Komen‑Waasten）からフランスのリール郡にエノー州の飛地がある。ベルギー東部リンブルフ州・ヴーレン基礎自治体（蘭: gemeente Voeren、仏: commune des Fourons）そしてベルギー王国の「言語施設のある共同体」仏: commune à facilités linguistiquesとしてフランス語とフラマン語が使われ、ドイツ語も国レベルの公用語である。

## 人口

### 行政区ごとの人口
| 行政区（人）       | 2003年7月1日 | 2004年7月1日 | 2005年7月1日 | 2006年7月1日 |
| ------------------ | ------------ | ------------ | ------------ | ------------ |
| アトゥ行政区       | 80,188       | 80,376       | 80,702       | 81,351       |
| シャルルロワ行政区 | 420,414      | 420,863      | 421,586      | 422,121      |
| モンス行政区       | 248,431      | 248,776      | 248,828      | 249,323      |
| ムクロン行政区     | 69,658       | 69,822       | 70,111       | 70,619       |
| ソワニー行政区     | 175,949      | 176,872      | 177,812      | 179,441      |
| テュアン行政区     | 146,127      | 146,343      | 146,621      | 147,205      |
| トゥルネー行政区   | 140,960      | 141,081      | 141,512      | 141,790      |
| エノー州           | 1,281,727    | 1,284,133    | 1,287,172    | 1,291,850    |

### 人口推移
（単位） 1,000人